# Nina Makino
Nina Makino-Hillman (Seattle, Washington, 27 de febrero de 2005), también conocida profesionalmente como Nina Makino (牧野 仁菜 Makino Nina?), Nina Hillman (ヒルマン・ニナ Hiruman Nina?) o simplemente Nina (ニナ?) , es una cantante y actriz japonesa-estadounidense, conocida por ser miembro del grupo femenino japonés NiziU.
Makino comenzó siendo una actriz infantil, apareciendo en varias series de televisión y películas. Después de pasar una audición en Amuse Inc., Makino se mudó a Japón, y apareció en la película Blood Friends (2019). Dejó la compañía para participar en el reality show de supervivencia Nizi Project de JYP Entertainment, donde, después de terminar en noveno lugar, debutó como miembro de NiziU.

## Biografía
Makino nació el 27 de febrero de 2005 en Seattle, Washington, Estados Unidos. Su madre es japonesa y su padre es estadounidense. Ella tiene una hermana mayor. Después de mudarse a Japón en 2017, Makino vivió en Nagoya. Makino habla con fluidez inglés y japonés.

## Carrera

### 2015-2019: Comienzos en la actuación y primeros proyectos en Japón
Durante su estancia en el ACT (Teatro Contemporáneo), Makino interpretó a Trixie en Cat on a Hot Tin Roof (2015). También fue la suplente de Mary Lennox en la obra de teatro musical El jardín secreto. Interpretó a la joven Beatrice Chance en la producción del Book-It Repertory Theatre The Brothers K, Part One: Strike Zone. Makino también participó como actriz en la video campaña "How Girls Will Change the World", que promovía la educación CTIM para niñas. Su primer papel como actriz fuera del teatro fue en la serie web estadounidense Divine Shadow (2016), una producción independiente filmada en Burien, Washington.
En 2017, Makino fue una de las seis finalistas femeninas de entre 4000 participantes que pasaron la primera audición de Amuse Multilingual Artists realizada por Amuse Inc. Tras esto, firmó con la compañía y se mudó a Japón. Su audición se transmitió parcialmente en el programa de televisión Why Did You Come to Japan?, en un segmento centrado en las finales de la audición. Makino fue elegida para participar en la película Blood Friends de Mamoru Oshii, que se filmó en 2018. En 2019, participó en el programa de televisión educativo Suiensā de NHK, como miembro de Suiensā Girls.

### 2020-presente:Nizi Projecty debut con NiziU

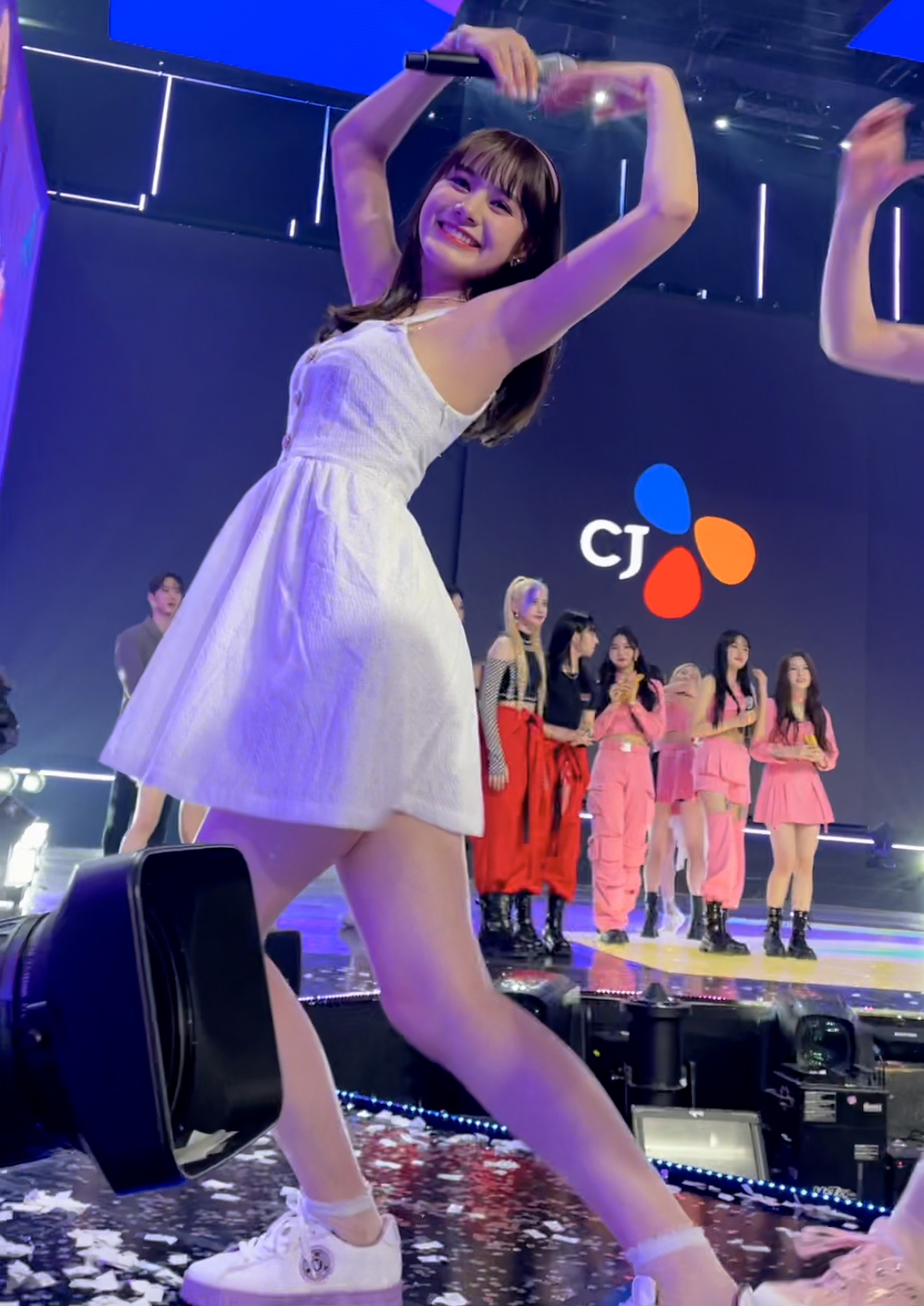
Makino en la KCON 2022 en Seúl, Corea del Sur, el 8 de mayo de 2022

En 2019, Makino dejó Amuse para audicionar en el reality show de supervivencia Nizi Project (2020) de JYP Entertainment, bajo el nombre de Nina Hillman, donde compitió para conseguir un lugar en el próximo grupo femenino de la compañía. De entre 10,231 participantes, Makino quedó en noveno lugar, convirtiéndose en una de las miembros del grupo resultante, NiziU. El grupo debutó el 2 de diciembre de 2020 con el sencillo "Step and a Step". Con el lanzamiento de Blood Friends en 2022 después de años de aplazamiento, varios medios de comunicación japoneses mencionaron que las promociones para la película no pudieron mencionar que Makino era miembro de NiziU debido a problemas de negociación con JYP Entertainment, que la había distanciado de su anterior carrera actoral.

## Filmografía

### Películas
| Año  | Título        | Papel | Notas            | Ref.          |
| ---- | ------------- | ----- | ---------------- | ------------- |
| 2022 | Blood Friends | Mai   | Papel secundario | [ 19 ] [ 20 ] |

### Series web
| Año  | Título        | Papel        | Difusión          | Notas            | Ref.  |
| ---- | ------------- | ------------ | ----------------- | ---------------- | ----- |
| 2016 | Divine Shadow | Mieu Everest | 4 Spot Television | Papel secundario | [ 7 ] |

### Programas de televisión
| Año  | Título       | Papel      | Difusión              | Notas                                               | Ref.   |
| ---- | ------------ | ---------- | --------------------- | --------------------------------------------------- | ------ |
| 2019 | Suiensā      | Ella misma | NHK E-TV              | Programa de variedades; como parte de Suiensā Girls | [ 13 ] |
| 2020 | Nizi Project | Ella misma | Hulu Japan, Nippon TV | Reality show de competencia; terminó en el 9º lugar | [ 21 ] |